# Юнг Вилне

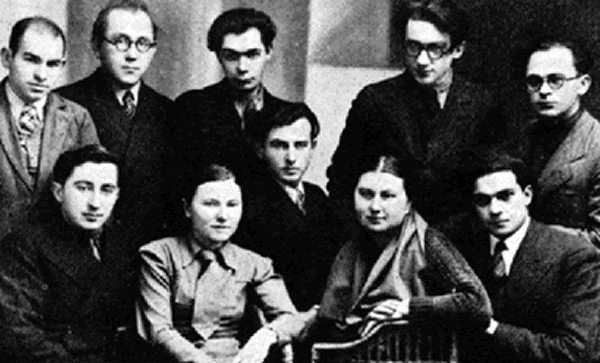
Стоят (справа налево): Шмерке Качергинский, Авром Суцкевер, Эльхонон Воглер, Хаим Граде, Лейзер Вольф; сидят: Мойше Левин, Шейне Эфрон, Шимшн Каган, Рохл Суцкевер, Бенцион Михтом

Юнг Ви́лне (יונג ווילנע с идиш — «Молодая Вильна») — объединение молодых литераторов (поэтов и прозаиков), писавших на идиш и проживавших в Вильне, в которое также входили несколько художников. Формально существовала с 1929 по 1939 годы (по другим данным — с 1927 по 1943), фактически осуществляла активную деятельность и после эмиграции участников в различные страны мира.

## История

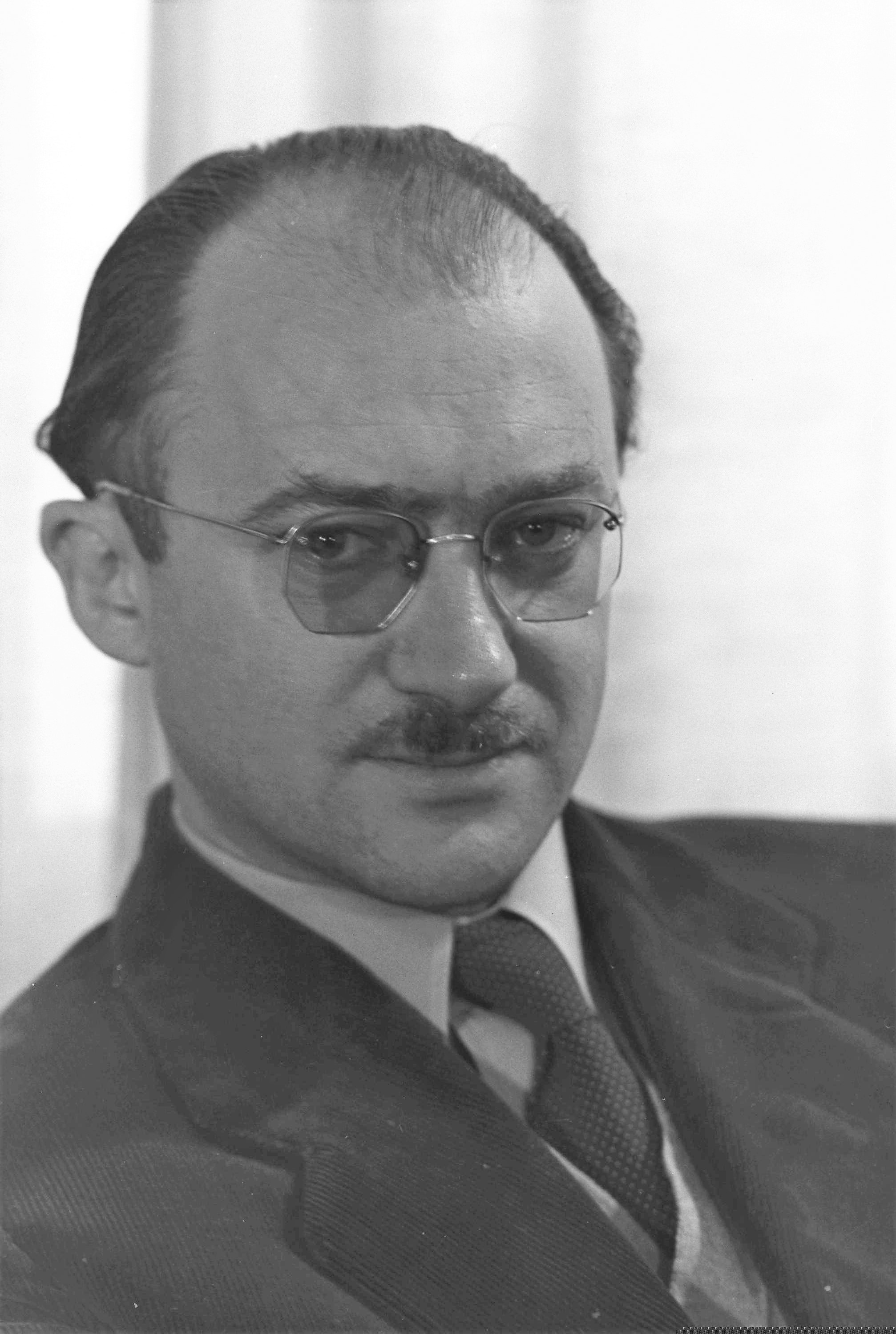
Авром Суцкевер

11 октября 1929 г. в газете «Вилнер тог» был опубликован манифест «Молодая Вильна на марше в литературе на идиш», провозгласивший создание группы. Автором манифеста был З. Рейзен, редактор «Вилнер тог» и глава новообразованного объединения. Одним из лидеров группы считался Авром Суцкевер (вошёл в группу в 1932 году). В 1934-36 гг. соредактором виленских изданий «Юнг Вилне» был Лейзер Вольф.
В группу вошли талантливые литераторы левых политических взглядов, представлявшие различные художественные направления — неоромантизм, экспрессионизм и др. До 1939 года к «Юнг Вилне» присоединялись новые писатели; члены группы публиковали свои произведения в периодических изданиях, кроме того выпускались антологии, сборники поэзии и прозы.
У Юнг Вилне не было единого манифеста, и каждый из его членов писал в своём собственном стиле и на избранные им тематики.
Советская оккупация в 1939 году прервала деятельность группы, следующим наступлением на литераторов стал нацистский геноцид, начавшийся в 1941. Ряд писателей и поэтов из «Юнг Вилне» сумели перебраться в США, Эрец-Исраэль, Францию, Польшу, Аргентину и впоследствии внесли значительный вклад в литературу на идиш.
Творчеству «Юнг Вилне» посвящена монография Э. Шульмана «Юнг Вилне» (идиш, 1946), а также сборник эссе и воспоминаний под редакцией Л. Рана «25 йор Юнг Вилне» («25-летие Юнг Вилне», 1955).

## Члены группы
Изначально в «Юнг Вилне» входили:
- Хаим Граде[10],
- Авром Суцкевер[11],
- Шмерке Качергинский[12],
- Шимон Кахан[11],
- Моше Левин[12],
- Лейзер Вольф (Волф)[11],
- Эльхонон Воглер[12],
- Хирш (Гирш) Глик[13].

## Издания
Под редакцией «Юнг Вилне» вышли:
- Три выпуска собственного журнала Yung-Vilne (1934—1936);
- Сборники Naye bleter (1939), Untervegs (1940), Bleter 1940 (совместно с литераторами, не входившими в группу).

Кроме того, авторы «Юнг Вилне» регулярно печатались в различных антологиях и издававшихся на идиш журналах, таких как Tsukunft и Inzikh.

## Интересные факты
- В большинстве источников «Юнг Вилне» фигурирует как «литературная группа»[14][15][16][17] или «группа писателей»[3][18], хотя в неё также входили и художники.
- Гирш Глик изначально писал на иврите, но перешёл на идиш под влиянием «Юнг Вилне»[19].